# Numata sacchari
Numata sacchari är en insektsart som först beskrevs av Matsumura 1910.  Numata sacchari ingår i släktet Numata och familjen sporrstritar. Inga underarter finns listade i Catalogue of Life.